# Санин, Анатолий Анатольевич
Анато́лий Анато́льевич Са́нин (укр. Анатолій Анатолійович Санін; род. 12 августа 1980, Харьков) — украинский футболист, выступавший на позициях полузащитника и защитника

## Биография
Воспитанник СДЮШОР харьковского «Металлиста». В профессиональном футболе дебютировал в 1998 году, в составе «Металлиста-2», выступавшего во второй лиге чемпионата Украины. На протяжении нескольких сезонов был одним из основных игроков второй команды харьковчан, однако к матчам первого состава клуба не привлекался. В 2002 году был на полгода арендован кировоградской «Звездой», цвета которой защищал в первой лиге. По возвращении из аренды был впервые приглашён в главную команду «Металлиста», выступавшую в высшем дивизионе украинского футбола. Дебютировал в высшей лиге 7 июля 2002 года, выйдя в стартовом составе в домашнем матче против киевского «Динамо» (на 69-й минуте был заменён Вадимом Гольдиным). Всего в своём первом сезоне в элите появился на поле 12 раз, что, однако, не спасло харьковскую команду от последнего места в турнирной таблице и вылета в первую лигу. В следующем сезоне отыграл в составе клуба 9 матчей, чем помог «Металлисту» завоевать серебряные награды первого дивизиона и вернуться в «вышку», однако после этого к играм первой команды больше не привлекался. Покинул харьковский клуб в 2005 году.
Покинув «Металлист», сезон 2005/06 игрок начал в луганской «Заре». За луганчан отыграл всего 1 матч в первой лиге, ещё 2 игры провел за «Зарю-Горняк» в чемпионате Луганской области. Уже во время зимнего перерыва покинул команду и перебрался в Финляндию, где стал игроком клуба ЮПА из города Юливиеска, где выступал последующие 2 года. В 2008 году вернулся в Украину, став игроком «Севастополя». Отыграв за крымчан полгода, по окончании сезона 2007/08 завершил выступления на профессиональном уровне. В 2010 году играл в чемпионате Харьковской области за «Нику-СМК» из областного центра

## Достижения
- Серебряный призёр первой лиги чемпионата Украины: 2003/04